# Atletica leggera alla XXIX Universiade - 5000 metri piani maschili
I 5000 metri piani maschili alla XXIX Universiade si sono svolti dal 26 al 28 agosto 2017.

## Podio
| Oro     | François Barrer Francia     |
| Argento | Jonathan Davies Regno Unito |
| Bronzo  | Andreas Vojta Austria       |

## Risultati

### 1º turno
Passano in finale i primi cinque atleti di ogni batteria (Q) e i cinque atleti con i migliori tempi tra gli esclusi (q).
| Posizione | Batteria | Nome                     | Nazione     | Tempo    | Note                                     |
| --------- | -------- | ------------------------ | ----------- | -------- | ---------------------------------------- |
| 1         | 2        | Zemen Addis              | Etiopia     | 14:23.12 | Q                                        |
| 2         | 2        | Jonas Raess              | Svizzera    | 14:24.45 | Q                                        |
| 3         | 2        | Matthew Bergin           | Irlanda     | 14:25.10 | Q                                        |
| 4         | 2        | Jonathan Davies          | Regno Unito | 14:25.43 | Q                                        |
| 5         | 2        | François Barrer          | Francia     | 14:26.02 | Q                                        |
| 6         | 2        | Simon Debognies          | Belgio      | 14:28.54 | q                                        |
| 7         | 2        | Andreas Vojta            | Austria     | 14:29.78 | q                                        |
| 8         | 2        | Mike Foppen              | Paesi Bassi | 14:30.22 | q                                        |
| 9         | 2        | Thijs Nijhuis            | Danimarca   | 14:30.81 | q                                        |
| 10        | 1        | Nicolae Soare            | Romania     | 14:33.08 | Q                                        |
| 11        | 1        | Sadic Bahati             | Uganda      | 14:33.65 | Q                                        |
| 12        | 1        | Jeromy Andreas           | Sudafrica   | 14:34.18 | Q                                        |
| 13        | 1        | Ramazan Özdemir          | Turchia     | 14:34.54 | Q                                        |
| 14        | 1        | Brian Barraza            | Stati Uniti | 14:34.87 | Q                                        |
| 15        | 1        | Kisan Tadvi              | India       | 14:35.83 | q,                                       |
| 16        | 1        | Simas Bertašius          | Lituania    | 14:39.41 |                                          |
| 17        | 2        | Jeremiah Motsau          | Sudafrica   | 14:44.23 | Miglior prestazione personale            |
| 18        | 1        | Ross Proudfoot           | Canada      | 14:45.75 |                                          |
| 19        | 2        | Peter Ďurec              | Slovacchia  | 14:51.36 |                                          |
| 20        | 1        | Fernando Martínez        | Messico     | 14:52.65 |                                          |
| 21        | 1        | Kasper Skov              | Danimarca   | 15:07.73 |                                          |
| 22        | 2        | José Juan Esparza        | Messico     | 15:10.22 |                                          |
| 23        | 1        | Wang Hao                 | Cina        | 15:29.05 |                                          |
| 24        | 1        | Nawasinghe Mudiyanselage | Sri Lanka   | 15:29.70 | Miglior prestazione personale stagionale |
| 25        | 1        | Boldoo Odbayar           | Mongolia    | 15:31.53 |                                          |
| 26        | 1        | Aimen Hami               | Algeria     | 15:34.82 |                                          |
| 27        | 2        | Victor Leon              | Colombia    | 15:49.76 |                                          |
| 28        | 2        | Liu Tao                  | Cina        | 15:50.70 |                                          |
| 29        | 2        | Ayuob Al-Rashdi          | Oman        | 16:48.71 |                                          |
| 30        | 1        | Siyambango Siyoto        | Zambia      | 16:55.74 |                                          |
| 31        | 1        | Mahmood Al-Jashemi       | Oman        | 16:56.11 |                                          |
|           | 1        | Lloyd Prado              | Filippine   | DNS      |                                          |
|           | 2        | Takieddine Hedeilli      | Algeria     | DNS      |                                          |
|           | 2        | John Kateregga           | Uganda      | DNS      |                                          |
|           | 2        | Kazuya Shiojiri          | Giappone    | DNS      |                                          |

### Finale
| Pos. | Corsia | Nome            | Nazionalità | Tempo    | Note                          |
| ---- | ------ | --------------- | ----------- | -------- | ----------------------------- |
|      | 4      | François Barrer | Francia     | 14'00"45 |                               |
|      | 15     | Jonathan Davies | Regno Unito | 14'02"91 |                               |
|      | 10     | Andreas Vojta   | Austria     | 14'02"99 |                               |
| 4    | 14     | Nicolae Soare   | Romania     | 14'03"57 | Miglior prestazione personale |
| 5    | 12     | Simon Debognies | Belgio      | 14'05"59 |                               |
| 6    | 13     | Jeromy Andreas  | Sudafrica   | 14'06"32 |                               |
| 7    | 3      | Ramazan Özdemir | Turchia     | 14'08"05 |                               |
| 8    | 5      | Jonas Raess     | Svizzera    | 14'08"87 |                               |
| 9    | 7      | Sadic Bahati    | Uganda      | 14'10"18 | Miglior prestazione personale |
| 10   | 1      | Matthew Bergin  | Irlanda     | 14'11"95 |                               |
| 11   | 6      | Brian Barraza   | Stati Uniti | 14'19"97 |                               |
| 12   | 9      | Zemen Addis     | Etiopia     | 14'22"99 |                               |
| 13   | 2      | Kisan Tadvi     | India       | 14'23"99 | Miglior prestazione personale |
| 14   | 8      | Mike Foppen     | Paesi Bassi | 14'40"99 |                               |
| 15   | 11     | Thijs Nijhuis   | Danimarca   | 14'58"99 |                               |